# Ursicollum fallax
Ursicollum fallax är en svampart som beskrevs av Gryzenh. & M.J. Wingf. 2006. Ursicollum fallax ingår i släktet Ursicollum och familjen Cryphonectriaceae.   Inga underarter finns listade i Catalogue of Life.